# Hors Normes
Hors Normes is een Franse tragikomische film uit 2019 van het regisseursduo Olivier Nakache en Éric Toledano (de makers van o.a. de enorm succesrijke tragikomedie Intouchables, van Samba en van Le Sens de la fête). 
Hors Normes werd als slotfilm vertoond op het Filmfestival van Cannes 2019.
De film was in Frankrijk de vierde best scorende Franse film aan de kassa's.

## Verhaal
De film vertelt de dagelijkse beslommeringen van twee onconventionele hulporganisaties in Parijs, gerund door de vrienden Bruno en Malik.
Bruno runt sinds zo’n 15 jaar een zorginstelling voor autistische kinderen en volwassenen die door hun heftige casus niet in aanmerking komen voor een plaats bij andere zorginstellingen. Zijn vriend Malik heeft een non-profit organisatie waarmee hij jongeren uit achterstandswijken opleidt tot begeleider van deze "extreme gevallen".
Parallel aan de dagelijkse gang van zaken is te zien hoe de Franse autoriteiten bewijs proberen te verzamelen om aan te tonen dat de instelling van Bruno niet voldoet aan de officiële eisen, en derhalve gesloten zou moeten worden. 
De film is gebaseerd op het reilen en zeilen van de Parijse organisaties "Le silence des Justes" van David Benhamou en "Le Relais Ile-de-France" van Daoud Tatou. Aan het slot van de film worden fragmenten getoond uit het eindrapport uit 2017, dat door de autoriteiten over de organisatie van Benhamou werd opgesteld. In het rapport werd geconcludeerd dat de organisatie in een ernstige behoefte voorzag waar geen alternatieven voor bestonden. De inspectie had hierom besloten om bij uitzondering haar voorlopige goedkeuring te geven.

## Rolverdeling
- Bruno - Vincent Cassel
- Malik - Reda Kateb
- Hélène (Moeder Joseph) - Hélène Vincent
- Dylan - Bryan Mialoundama
- Menahem - Alban Ivanov
- Joseph - Benjamin Lesieur
- Valentin - Marco Locatelli
- Dokter Ronssin - Catherine Mouchet
- Inspecteur IGAS - Frédéric Pierrot
- Inspectrice IGAS - Suliane Brahim
- Ludivine - Lyna Khoudri
- Shirelle - Aloïse Sauvage
- Fabrice - Djibril Yoni
- Mounir - Ahmed Abdel Laoui
- Cédric - Darren Muselet
- Eva - Sophie Garric
- Albert Fratti - Christian Benedetti
- Dhr. Marchetti - Pierre Diot
- Mevrouw Diabate - Fatou Clo
- Dochter Diabaté - Manda Touré
- Myriam (Shidduh 1) - Pauline Clément
- Keren (Shidduh 2 - Anne Azoulay
- Voicin - Damien Zanoly
- Brigitte - Marine Dupont
- Morgane - Mara Taquin
- Fatou - Fatouma Fofana
- Amina - Aminata Ba
- Sadio - Sadio Fofana
- Emilie - Suzanne-Marie Gabriel
- Eddie - Hedie Bouchenafa
- Alexis - Thomas Dubois
- Céline -  Esther Whal
- Référant 1 - Karim Mekadmini
- Référant 2- Baptiste Perais
- Référant 3 - Loïc Losange
- Leidinggevende hotel - Husky Kihal
- Hotel medewerker - Manmathan Basky
- Verpleegkundige USIDATU 1 - Marion Lauvergne
- Verpleegkundige USIDATU 2 - Machita Daly
- Verpleegkundige USIDATU 3 - Julie Alati
- Leidinggevende USIDATU - Clémence Boué
- Agent SNCF 1 - Bryan Polach
- Agent SNCF 2 - Nicky Marbot
- Agent SNCF 3 - Saïd Benchnafa
- Menahem restaurant - Yehouda Laloum
- Menahem appartement - Fabrice Bounik